# Calgary Challenger 2023 - Doppio maschile
Il doppio del torneo di tennis professionistico Calgary Challenger 2023, facente parte della categoria Challenger 75 nell'ambito dell'ATP Challenger Tour 2023, si è giocato dal 6 al 12 novembre a Calgary, in Canada. Tra le sedici coppie di partecipanti erano assenti Maximilian Neuchrist e Michail Pervolarakis, i detentori del titolo.
In finale Juan Carlos Aguilar e Justin Boulais hanno sconfitto Charles Broom e Ben Jones con il punteggio di 6–3, 6–2.

## Teste di serie
1. Piotr Matuszewski /  Kai Wehnelt (primo turno)
2. George Goldhoff /  Alfredo Perez (quarti di finale)

1. Andrew Paulson /  Michael Vrbenský (primo turno)
2. Scott Duncan /  Kelsey Stevenson (quarti di finale)

## Wildcard
1. Juan Carlos Aguilar /  Justin Boulais (campioni)

## Alternate
1. Liam Draxl /  Nicaise Muamba (primo turno)

1. Viktor Durasovic /  David Jordà Sanchis (primo turno)

## Tabellone

### Legenda
| - Q = Qualificato - WC = Wild card - LL = Lucky loser | - ALT = Alternate - SE = Special Exempt - PR = Protected Ranking | - w/o = Walkover - r = Ritirato - d = Squalificato |

|  | Primo turno | Primo turno                 | Primo turno                 | Primo turno | Primo turno |  |  | Quarti di finale | Quarti di finale     | Quarti di finale    | Quarti di finale     | Quarti di finale     |                      |     | Semifinali | Semifinali              | Semifinali              | Semifinali                         | Semifinali                         |   |   | Finale | Finale | Finale | Finale | Finale |  |
|  |             |                             |                             |             |             |  |  |                  |                      |                     |                      |                      |                      |     |            |                         |                         |                                    |                                    |   |   |        |        |        |        |        |  |
|  | 1           | P Matuszewski K Wehnelt     | P Matuszewski K Wehnelt     | 62          | 64          |  |  |                  |                      |                     |                      |                      |                      |     |            |                         |                         |                                    |                                    |   |   |        |        |        |        |        |  |
|  |             | L Saville L Tu              | L Saville L Tu              | 7           | 7           |  |  |                  | L Saville L Tu       | L Saville L Tu      | 78                   | 6                    |                      |     |            |                         |                         |                                    |                                    |   |   |        |        |        |        |        |  |
|  | Alt         | L Draxl N Muamba            | L Draxl N Muamba            | 5           | 6           |  |  |                  | R Seggerman P Trhac  | R Seggerman P Trhac | 6                    | 4                    |                      |     |            |                         |                         |                                    |                                    |   |   |        |        |        |        |        |  |
|  |             | R Seggerman P Trhac         | R Seggerman P Trhac         | 7           | 78          |  |  |                  |                      |                     |                      |                      |                      |     |            | L Saville L Tu          | L Saville L Tu          | 4                                  | 0                                  |   |   |        |        |        |        |        |  |
|  | 3           | A Paulson M Vrbenský        | 6                           | 4           | [2]         |  |  |                  |                      |                     | C Broom B Jones      | C Broom B Jones      | 6                    | 6   |            |                         |                         |                                    |                                    |   |   |        |        |        |        |        |  |
|  |             | C Broom B Jones             | 4                           | 6           | [10]        |  |  |                  | C Broom B Jones      | C Broom B Jones     | 7                    | 6                    |                      |     |            |                         |                         |                                    |                                    |   |   |        |        |        |        |        |  |
|  |             | S Diez J Sousa              | S Diez J Sousa              | 6           | 78          |  |  |                  | S Diez J Sousa       | S Diez J Sousa      | 64                   | 2                    |                      |     |            |                         |                         |                                    |                                    |   |   |        |        |        |        |        |  |
|  |             | B Paire A Sitak             | B Paire A Sitak             | 4           | 6           |  |  |                  |                      |                     |                      |                      |                      |     |            | Charles Broom Ben Jones | Charles Broom Ben Jones | 3                                  | 2                                  |   |   |        |        |        |        |        |  |
|  | Alt         | V Durasovic D Jordà Sanchis | V Durasovic D Jordà Sanchis | 1           | 2           |  |  |                  |                      |                     |                      |                      |                      |     |            |                         | WC                      | Juan Carlos Aguilar Justin Boulais | Juan Carlos Aguilar Justin Boulais | 6 | 6 |        |        |        |        |        |  |
|  |             | Z Bergs G Diallo            | Z Bergs G Diallo            | 6           | 6           |  |  |                  | Z Bergs G Diallo     | 7                   | 69                   | [10]                 |                      |     |            |                         |                         |                                    |                                    |   |   |        |        |        |        |        |  |
|  |             | A Dougaz B Lock             | A Dougaz B Lock             | 2           | 3           |  |  | 4                | S Duncan K Stevenson | 64                  | 711                  | [5]                  |                      |     |            |                         |                         |                                    |                                    |   |   |        |        |        |        |        |  |
|  | 4           | S Duncan K Stevenson        | S Duncan K Stevenson        | 6           | 6           |  |  |                  |                      |                     |                      |                      |                      |     |            | Z Bergs G Diallo        | Z Bergs G Diallo        | Z Bergs G Diallo                   |                                    |   |   |        |        |        |        |        |  |
|  |             | H Reese B Sigouin           | H Reese B Sigouin           | 65          | 64          |  |  |                  |                      | WC                  | JC Aguilar J Boulais | JC Aguilar J Boulais | JC Aguilar J Boulais | w/o |            |                         |                         |                                    |                                    |   |   |        |        |        |        |        |  |
|  | WC          | JC Aguilar J Boulais        | JC Aguilar J Boulais        | 7           | 7           |  |  | WC               | JC Aguilar J Boulais | 3                   | 7                    | [10]                 |                      |     |            |                         |                         |                                    |                                    |   |   |        |        |        |        |        |  |
|  |             | G Hussey T Schoolkate       | 7                           | 4           | [5]         |  |  | 2                | G Goldhoff A Perez   | 6                   | 63                   | [7]                  |                      |     |            |                         |                         |                                    |                                    |   |   |        |        |        |        |        |  |
|  | 2           | G Goldhoff A Perez          | 5                           | 6           | [10]        |  |  |                  |                      |                     |                      |                      |                      |     |            |                         |                         |                                    |                                    |   |   |        |        |        |        |        |  |